# Erineo (Acaya)
Erineo (en griego, Ἐρινεόν, Ἐρινεὸς) es el nombre de un antiguo puerto griego de Acaya. 
Es citado por Tucídides en el marco de la guerra del Peloponeso, que menciona que este puerto estaba en territorio de Ripes y fue empleado como base de la flota peloponesia que iba a garantizar el transporte de abastecimientos al ejército que estaba en Sicilia. En las cercanías de Erineo se entabló una batalla naval contra la flota ateniense que estaba en Naupacto en el 413 a. C.
Plinio el Viejo dice que fue una de las poblaciones —junto con Sición, Egira y Egio— donde se refugiaron los habitantes de Hélice y Bura cuando estas quedaron sumergidas como consecuencia del terremoto que tuvo lugar en 373 a. C.
Pausanias lo ubica a noventa estadios del llamado «Muro de Atenea» y a sesenta de Egio por mar.
Se ha sugerido que estaba localizado en el lugar donde está actualmente situado Kamares o en otro lugar donde se encuentra Lambiri o Lampiri.